# Пилипенко Іван Маркович
Іва́н Ма́ркович Пилипе́нко (15 серпня 1912 — 2 жовтня 1942) — радянський військовий льотчик, учасник німецько-радянської війни, Герой Радянського Союзу (1942).

## Біографія
Народився в селі Щербинівка (нині Торецька міська рада, Донецька область) в селянській родині. Закінчив початкову школу. Працював на шахті № 11-12, а потім — на заводі імені Фрунзе в місті Костянтинівка (нині Костянтинівський чавуноливарний завод).
У Червоній Армії з 1933 року. Закінчив Борисоглібську Червонопрапорну військову авіаційну школу пілотів імені В. П. Чкалова, служив на Далекому Сході. Брав участь у боях Німецько-радянської війни з 10 серпня 1941 року. Командир ескадрильї 40-го винищувального авіаційного полку 215-ї винищувальної авіаційної дивізії 4-ї повітряної армії Закавказького фронту, капітан.
26 травня 1942 група з шести винищувачів І-16 під командою Івана Пилипенка збила два фашистських бомбардувальники і підбила чотири в районі міста Ізюм. 22 липня 1942 група з восьми винищувачів, очолювана капітаном Іваном Пилипенко, під Ростовом без втрат провела бій з чотирнадцятьма винищувачами Ме-110 і вісьмома Ме-109, збивши два Ме-110 та чотири Ме-109. Іван Пилипенко особисто збив один Ме-109. До вересня 1942 року він здійснив 70 бойових вильотів, в 76 повітряних боях особисто збив 10 і в групі 28 літаків противника.
2 жовтня 1942 року група Івана Пилипенка з шістнадцяти винищувачів І-16 прикривала 22 винищувачи І-153, що мали завдати штурмового авіаудару по ворожому аеродрому у станиці Солдатській в Прохладненському районі Кабардино-Балкарії. При підході до аеродрому радянські літаки були помічені. Пара Ме-109 намагалась злетіти і була збита, одного з них збив капітан Пилипенко та ще двох підпалив на землі. І-153 почали бомбардувати аеродром, на захист якому із сусіднього аеродрому вже летіли на допомогу Месершміти. Не встиг Іван Пилипенко вийти із пікірування, як був атакований одразу кількома ворожими винищувачами і вимушений був прийняти бій. Двічі летів у лобову з Ме-109. В перший раз німецький льотчик в останній момент звернув, а літак капітана Пилипенка будучи підпаленим вогнем з інших Мессершміттів продовжував вести бій і зійшовся в лобовій атаці з іншим Ме-109  — несучись один на одного і поливаючи один одного вогнем обидва літаки зіштовхнулися і вибухнули.
До моменту загибелі капітан Іван Пилипенко здійснив 520 бойових вильотів, провів 83 повітряні бої, знищив 13 ворожих літаків особисто і 29 у групових боях, ще декілька машин знищив на землі під час штурмуванняу. Усі перемоги здобуті ним на винищувачі І-16.

## Нагороди
- Указом Президії Верховної Ради СРСР від 13 грудня 1942 року присвоєно звання Героя Радянського Союзу[1].
- два ордени Леніна
- два ордени Червоного Прапора

## Вшанування пам'яті
- Герой Радянського Союзу І. М. Пилипенко навічно зарахований до списків військової частини.
- Його іменем названо вулицю у селище Щербинівка, школу, в якій навчався Герой.
- На будинку, де народився Іван Пилипенко, встановлено меморіальну дошку.